# Jargon de la Walt Disney Company dans les parcs à thèmes
Au sein de la Walt Disney Company, il existe plusieurs jargons, celui du cinéma et de l'animation dans les studios, de l'informatique et du jeu vidéo dans les filiales associées à ces métiers. De même, la division des parcs à thèmes possède son propre jargon. Ce dernier peut être considéré comme spécifique à Disney en raison du développement du concept des parcs à thèmes par Walt Disney pour Disneyland.
Actuellement quatre ouvrages grand public recensent explicitement certains termes utilisés comme étant un jargon spécifique dans des sections baptisées Imagineering Lingo. Ils ont toutefois été écrits par les employés de Disney mais de nombreux ouvrages liés aux parcs Disney reprennent ces termes. Ainsi Sébastien Roffat indique clairement l'existence d'un « Jargon Disney » à propos des partenaires financiers sponsorisant des lieux des parcs.
Dans les publications internes de Disney, le Cast Member Guide d'Euro Disney SCA recense plus de 130 termes considérés comme du jargon, bien que plusieurs sont en réalité des anglicismes (Wake on call) et d'autres des termes du quotidien d'Île-de-France (Carte Orange, RER).

## L'utilisation d'un jargon
L'utilisation d'un langage ou d'une manière de présenter les choses existe dans la plupart des grandes entreprises. La division des parcs de loisirs de Disney a axé sa philosophie sur la magie (prodiguée et vendue) et sur les valeurs familiales, plutôt américaines.

### Une culture d'entreprise
Lors des recrutements des futurs employés des parcs, le mot d'ordre est « La Magie c'est Vous ! ». Ce qui rejoint le mantra de la société Disney Believe ! (Il faut croire !) basée entre autres sur les éléments du rêve américain. Dans les parcs Disney, cette culture d'entreprise fait l'objet d'une session spéciale de la formation nommée Traditions,.
Historiquement la société Disney est issue du monde du cinéma. C'est pour cette raison que de nombreux termes sont issus de cet univers. Walt Disney était convaincu que tout ce qui était visible par les visiteurs faisait partie d'un même spectacle. C'est pour cela que les architectes, ingénieurs et autres métiers chargés de la création et de la construction des parcs sont appelés de manière générique des imagineers (ce qui se transcrirait en français par « imaginieurs »), mot-valise formé à partir des termes imagination et engineer (ingénieur) ,. Les idées sont parfois issues de sessions créatives nommées Dream Retreat, où les employés peuvent laisser leur imagination vagabonder, ou Blue Sky.
Les imagineers considèrent que les parcs à thèmes sont l'accomplissement physique de tout ce que représente les mythologies développées par la société Disney pour les enfants de tout âge. Les idées importantes dans la gestion de l'entreprise Disney ont même fait l'objet d'un ouvrage The Disney Way: Harnessing the management secret of Disney in your company coécrit par Bill Capodagli et Lynn Jackson, dont le but est d'appliquer les méthodes Disney au sein d'autres entreprises.
Les procédures codifiées au sein de l'entreprise Disney ont, d'après Aviad E. Raz, fait l'objet de plusieurs études et permettent dans son étude sur le parc japonais de comparer les méthodes américains de celle appliquées au Japon.

### La relation clientèle
Une idée prédomine dans l'univers du travail chez Disney : l'employé est un acteur qui est en représentation devant des invités.

#### Acteur et invité
Dans cette relation clientèle, le terme le plus emblématique est cast member : « membre de la troupe » qui est le terme Disney pour employé. Comme l'indique Dave Smith dans son encyclopédie Disney, ces derniers « sont considérés comme des acteurs sur scène comme s'ils étaient au théâtre. » Ils ne portent donc pas d'uniforme mais des costumes et quand ils sont dans le parc ils sont sur scène ; après avoir retiré leurs costumes, ils sont en coulisses. Chris Strodder réduit cette définition aux employés Disney travaillant à la vue des visiteurs des parcs à thèmes et donne comme date de première utilisation l'ouverture du parc Disneyland le 17 juillet 1955.
Strodder ajoute que ce terme est la meilleure indication des intentions de Disney pour que l'expérience au sein du parc soit quelque chose d'aussi proche d'un spectacle. Pour S Roffat, la campagne de recrutement lancée en 1991 pour les 10 000 futurs employés est de leurs offrir « un rôle dans le spectacle Disney. »
Autre point, les centres de recrutement sont nommés Casting Centers, tel le Walt Disney World Casting Center en Floride. Le terme cast a même été transcrit en katakana, kasuto. À la fin des sessions de formation, des quiz sont soumis aux futurs employés et les réponses démontrent une culture d'entreprise et un vocable spécifiques, Vaz donne quelques exemples :
- « Les cast members offrent ____ aux visiteurs » : la réponse est de la joie et non un service ou des objets Disney ;
- « Le parc est comme ____ sous le ciel bleu » : la réponse est une scène et non un parc de loisirs.

Le terme Cast doit être mis en parallèle avec celui de Guest (« invité ») utilisé pour désigner les visiteurs des parcs à thèmes. La première mention officielle de ce terme remonte au discours d'ouverture du parc Disneyland.
C'est pour cette raison que le centre d'accueil des visiteurs se nomme Guest Relations.
Comme l'indiquent Sébastien Roffat et Aviad Raz dans leurs ouvrages, respectivement, sur Euro Disney et Tokyo Disneyland, les méthodes et termes américains ont été repris à l'identique : que ce soit le Disney Look, ou le Disney Smile

#### Termes techniques
Un terme important dans l'établissement du jargon Disney est Imagineers utilisé pour faire référence aux nombreux artistes, techniciens et spécialistes en tout genre engagés dans la conception des attractions et parcs Disney,. Ce terme est formé de imagination et ingénieurs. Présent dès le début des années 1950, le terme a été officialisé en 1986 lorsque la société employant ces différents corps de métiers a été rebaptisée Walt Disney Imagineering.
De nombreuses techniques développées par ces imagineers ont été baptisées, ces termes devenant une partie intégrante du jargon Disney. Ils peuvent être aussi bien liés à une technologie qu'à un concept architectural.
Le plus connu est vraisemblablement audio-animatronics qui désigne des robots,. D'autres termes sont aussi utilisés comme Wienie ou Berm.

### Un problème culturel
L'implantation en France d'un parc Disney a été l'occasion de mettre en avant le problème de la terminologie Disney dans un environnement culturel non-américain. En 1991, des conflits sont apparus quant au noms des attractions et autres lieux dans le complexe. Lors d'une réunion de travail, la délégation générale de la langue française a demandé que le parc n'ignore pas la culture environnante, ce à quoi l'équipe de Disney a répondu que le parc devait être un dépaysement, une immersion dans un autre monde. Finalement, la convention de 1987 comporte à l'article 6 alinéa 3 la mention que les attractions célèbres ne nécessiteront pas de traduction.
Un autre point soulevé à l'époque est celui du Euro Disney Look comme le nomme S Roffat. Les syndicats relayés par la presse dénoncent les obligations mentionnées dans les guides de formation. Ce look est principalement vestimentaires et physique mais la langue anglaise est à l'époque une obligation. De nombreux éléments dont le jargon, partie intégrante de la culture d'entreprise de Disney sont par Roffat listés parmi les causes de l'échec du parc Disney en France.

## Quelques termes
101 ou one oh one
(français : « cent-un ») C'est un terme désignant l'attraction qui est hors service, fermée, arrêtée ou n'accepte plus personne.
102 one-oh-twos
(français : « cent-deux ») C'est un terme indiquant qu'une attraction est remise en service normal après un 101, 105 ou 106.
105 one-oh-five
(français : « cent-cinq ») C'est le terme qui désigne une attraction qui tourne au minimum de sa capacité (par exemple un seul train sur 5).
106 one-oh-six
(français : « cent-six ») C'est le terme qui désigne un défaut de show dans une attraction.
Audio-animatronics,
(« automates ») Terme déposé comme une marque commerciale, désignant les personnages en trois dimensions, humains ou non, utilisés dans les attractions et dotés d'une technologie permettant des mouvements.

Berm
(français : « banquette, dune ») Terme désignant les espaces souvent surélevés et recouvert de végétation entourant les parcs à thèmes et créant une délimitation avec « le monde réel »
Blue Sky
Terme désignant les sessions d'exploration des idées pour les prochains développement de parcs, d'attractions, ou simplement d'amélioration.
Backstage
(français : « coulisses ») C'est la zone inaccessible aux visiteurs, "for employees only" ou "cast members only", là ou ils ne peuvent pas être observés.
Cast Member
(français : « membre de la troupe ») Ce sont les employés des parcs Disney dans le monde. À l'origine cette expression ne désignait que les employés jouant un rôle dans un parc d'attractions, mais les créatifs se considèrent aussi comme cast members. Le terme a même été transcrit en katakana, kasuto.
Casting Center
(français : « service du recrutement ») C'est le centre de casting, de sélection du personnel, le département des ressources humaines pour les parcs.
Character
(français : « personnage ») Employé costumé représentant un personnage Disney (Mickey, Dingo,..) dans un parc d'attractions Disney.
Character Dining
Locution spécifique désignant un repas (Petit-Déjeuner/Déjeuner/Dîner) pris avec des personnages Disney.
Costume
(français : « tenue ») C'est l'uniforme ou la tenue d'un employé qui est requise pendant son travail.
Dark Ride
Locution spécifique désignant les parcours scéniques mais ici, réduit à ce type d'attractions en intérieurs, souvent similaire à celle de Fantasyland.
Dream Retreat
(« Retraite pour rêver ») Locution désignant les sessions de développement d'idées ou de concept plus large, réalisées dans des lieux éloignés du quotidiens (chalet de montagne, île,...). Les sessions concernent aussi bien les choix stratégique financiers, le management que le développement d'attraction.
E-Ticket
Locution spécifique désignant les attractions de haute qualité. Ce terme a pour origine les carnets de coupons payés par les visiteurs en vigueur de 1955 à 1982 aux États-Unis et jusqu'en 2001 au Japon,.
Imagineers
(en français : « techniciens, créatifs ») Terme désignant les « artistes » et ingénieurs qui imaginent, créent et construisent la quasi-totalité des attractions des parcs Disney.

ID 
Carte magnétique et RFID personnelle portée par les Cast members. Elle leur permet un accès libre au parc et aux backstages ainsi que de s'identifier. Elle doit être portée de façon apparente dans les coulisses par tous Cast Member non costumé.
Guest
(en français : « client, invité ») C'est le client des parcs Disney et autres lieux de loisirs comme les bateaux de croisières.
Image Disney / Look Disney
(français : « tenue Disney ») Terme désignant la liste de règles qui gouverne l'apparence de chaque employé pendant qu'il travaille. Le Cast Member Guide relie l'apparence de l'employé à son professionnalisme lors de la représentation du spectacle donné dans le parc.
Maquette
(même mot en français) Terme désignant les modèles réduits sculptés des attractions ou lieux des parcs avant construction.
Name-tag,.
(En français : « étiquette») Badge porté par les Cast members avec mention de leur prénom. Son port est obligatoire On Stage et il est toujours accroché du côté gauche de la personne.
On stage
(français : « En scène ») Tout lieu où un visiteur peut rencontrer un employé. Antonyme de « Backstage » .
Partenaire
(français : « investisseurs ») Désigne les sponsors financiers des attractions, boutiques ou restaurants dans les parcs.
Propping 
(français : « accessoiristes ») Terme du cinéma désignant l'accessoiriste, pour les parcs Disney ce sont les imagineers chargés d'ajouter du réalisme au spectacle en incluant des objets, des sons ou même des odeurs aux lieux.
Show
(français : « spectacle ») Terme qui désigne tout ce qui est en représentation dans le parc. Par opposition, le terme bad show (« mauvais spectacle ») est utilisé lorsque s'offre à la vue des visiteurs quelque chose qu'ils n'auraient pas dû voir (coulisses...).
Disney Smile
(français : « Sourire Disney ») Locution désignant le sourire obligatoire des employés qui travaillent en relation avec le public.
Storyboard
Terme anglais spécifique qui désigne l'ensemble des éléments regroupés dans les sessions d'exploration des idées et punaisés sur des grands tableaux à l'instar de ce qui se fait dans l'animation, dont étaient issus nombre des premiers imagineers.
Team leader
(français : « chef d'équipe ») Désigne l'employé qui dirige une équipe (une attraction, un restaurant...). Il a autorité sur les Cast Members placés sous sa responsabilité. C'est leur supérieur direct.
Université Disney,,,.
C'est le lieu de formation des employés Disney.

Utilidors
( en français : « galeries de service ») Terme désignant les complexes de souterrains et tunnels sous le sol du Magic Kingdom. Le mot vient d'une contraction de "utility" et "corridors".
Wienie
(en français « balises ») Terme « bon-enfant » utilisé par la société Walt Disney pour désigner les éléments visuels servant aux visiteurs de points de repère.